# Circuit d'Alger
El Circuit d'Alger fou una competició ciclista d'un dia que es disputà pels voltants d'Alger (Algèria). Es disputa des del 2011, al mes de març, fins al 2016. La cursa formà part de l'UCI Africa Tour, amb una categoria 1.2.

## Palmarès
| Any  | Vencedor            | Segon                   | Tercer            |
| ---- | ------------------- | ----------------------- | ----------------- |
| 2011 | Azzedine Lagab      | Adil Jelloul            | Redouane Chabaane |
| 2012 | Ioannis Tamouridis  | Aron Debretsion         | Ismail Ayoune     |
| 2013 | Martin Pedersen     | Azzedine Lagab          | Dale Appleby      |
| 2014 | Azzedine Lagab      | Ting Hon Yeung          | Miyataka Shimizu  |
| 2015 | Hichem Chaabane     | Salah Eddine Mraouni    | Mekseb Debesay    |
| 2016 | Jesús Alberto Rubio | Abderrahmane Bechlaghem | Luca Wackermann   |